# Рекрут

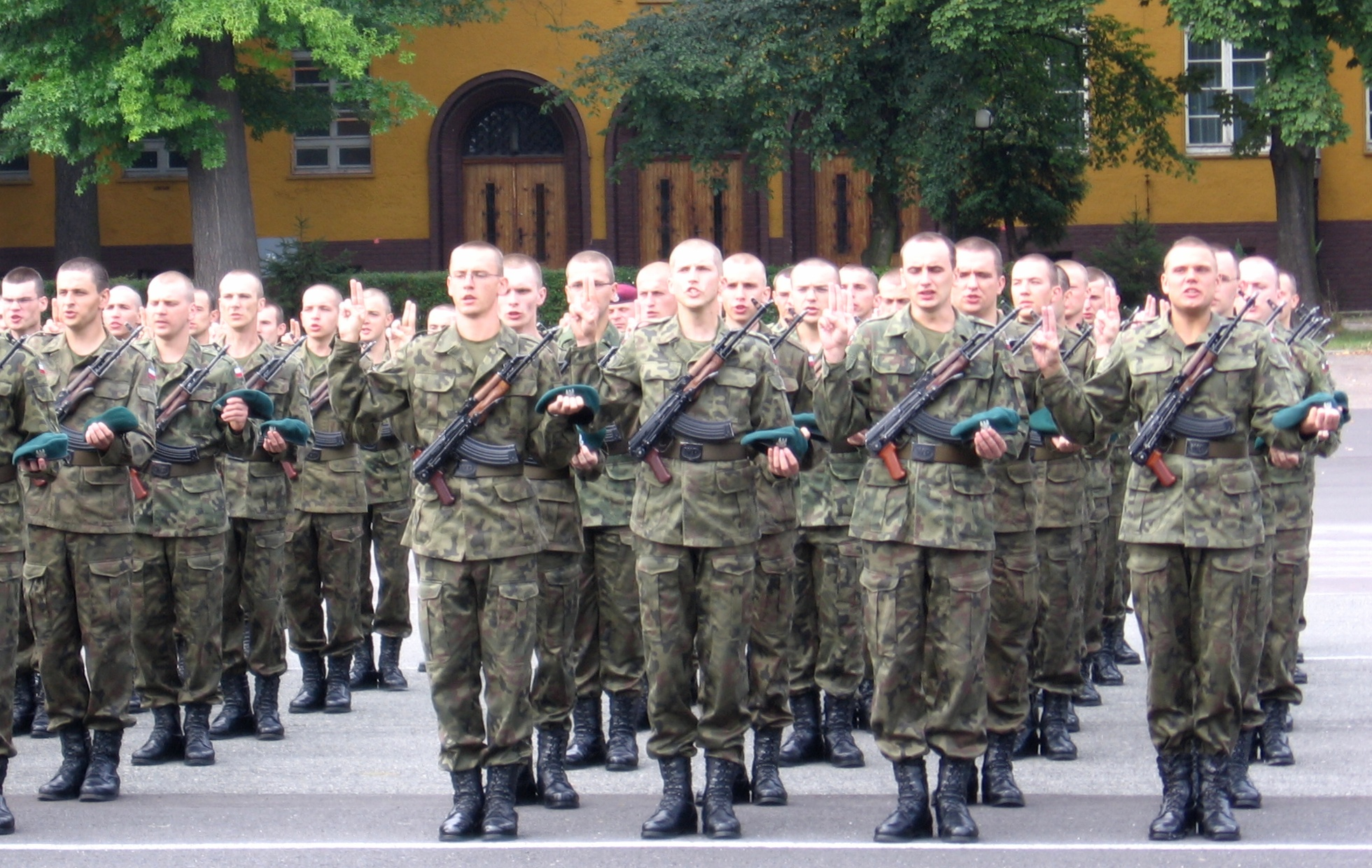
Рекрути Вищої офіцерської школи Сухопутних військ Війська Польського складають військову присягу. 31 серпня 2007

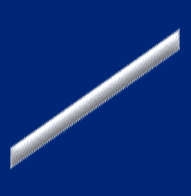
Погон рекрута ВМС США

Ре́крут (нім. Rekrut від фр. récruter — набирати військо) — найнижче військове звання у збройних силах деяких країн, а також особа, прийнята на військову службу відповідно до військової повинності або найму. Військове звання зазвичай означає, що особа не пройшла повний курс військової підготовки.

## Тлумачення
Термін «рекрут» увійшов у вжиток із 17 століття в арміях європейських країн для позначення майбутніх кандидатів для подальшої військової служби. Подальший розвиток традиції набули у 18-19 століттях у зв'язку зі створенням у багатьох країнах постійних регулярних армії та флотів.
У Московії після введення рекрутської повинності термін «рекрут» був усталений указом Петра I в 1705 році. Тому  в московських (з 1721 року російських) армії і флоті з 1705 по 1874 рік рекрутами були особи, що зараховувалися до збройних сил по рекрутській повинності, під яку підпадали усі податкові стани (селяни, міщани та інші верстви населення імперії). Для них вона була общинною і довічною, тому вони постачали з своїх громад до армії певну кількість рекрутів (військовослужбовців).
З 1874 у зв'язку з введенням загальної військової повинності особи, що зараховувалися на військову службу, стали іменуватися «новобранцями».

## В Україні
У Збройних силах України та ВМС України найнижче військове звання рядового складу згідно із Законом України «Про внесення змін до деяких законодавчих актів України щодо виконання військового обов'язку та проходження військової служби» від 17.10.2019.